# Mahmood Khan
Mahmood Khan ou Mehmood Khan (en ourdou : محمود خان), né le 30 octobre 1972 à Matta dans le district de Swat, est un homme politique pakistanais. Membre du Mouvement du Pakistan pour la justice, il devient ministre en chef de la province de Khyber Pakhtunkhwa le 17 août 2018.
Élu deux fois député à l'Assemblée provinciale de Khyber Pakhtunkhwa durant sa carrière, il est ministre provincial de 2013 à 2018 avant de prendre la tête du gouvernement de la province.

## Jeunesse et études
Mahmood Khan est né le 30 octobre 1972 dans la ville de Matta, située dans la vallée de Swat, dans la province de Khyber Pakhtunkhwa. Sa famille entretient des liens avec la politique locale et est affiliée au Parti du peuple pakistanais. Mahmood Khan termine sa scolarité à Peshawar puis obtient un diplôme d'agriculture à l'université agricole de la même ville. 

## Carrière politique

### Débuts
Mahmood Khan commence sa carrière politique au sein du Parti du peuple pakistanais. Depuis 2005 à 2012, il est un élu local au niveau d'un union council du tehsil de Matta. Il quitte son parti en 2012 pour rejoindre le Mouvement du Pakistan pour la justice qui commence à émerger. Lors des élections législatives de 2013, il est élu député provincial à l'Assemblée de Khyber Pakhtunkhwa dans la cinquième circonscription de Swat, avec environ 25 % des voix face à seize autres candidats. Il intègre ensuite le gouvernement de Pervez Khattak en tant que ministre de l'agriculture et a ensuite été ministre des affaires tribales puis enfin « ministre des sports, du tourisme, des musées, de l'archéologie, de la culture et de la jeunesse » jusqu'en 2018,. 
En 2014, il tombe sur le coup d'une enquête pour un détournement allégué de 1,8 million de roupies et doit quitter un temps son poste de ministre provincial.
Lors des élections législatives de 2018, Mahmood Khan est réélu député provincial dans la huitième circonscription de Swat avec près de 49 % des voix contre neuf candidats, battant largement son principal rival du Parti national Awami.

### Ministre en chef

Composition de l'Assemblée provinciale de Khyber Pakhtunkhwa en 2018.

À l’occasion des élections législatives de 2018, son parti le Mouvement du Pakistan pour la justice remporte une large victoire au niveau provincial et national. Alors que son ancien chef de gouvernement Pervez Khattak est amené à poursuivre sa carrière politique au niveau fédéral, le dirigeant du mouvement Imran Khan choisit Mahmood Khan comme candidat pour le poste de ministre en chef de Khyber Pakhtunkhwa. Ce choix apparait comme une surprise mais il aurait été fait sur le conseil de Pervez Khattak, dans un contexte de fortes luttes claniques parmi les membres provinciaux du parti.
Le 17 août 2018, il est élu ministre en chef par l'Assemblée provinciale de Khyber Pakhtunkhwa avec 77 voix, contre seulement 33 pour le candidat commun de l'opposition, Mian Nisar Gul du Muttahida Majlis-e-Amal. Dans son discours d'investiture, il promet d'axer sa politique sur la lutte contre la corruption, la protection des minorités ainsi que l'éducation et la santé.